# Joe McBride
Joe McBride (10 juni 1938 – 11 juli 2012) was een Schots voetballer die speelde voor clubs inclusief Celtic, Hibernian, Motherwell en Dunfermline Athletic en speelde twee interlands voor Schotland.